# Polskie Linie Lotnicze LOT
Die Polskie Linie Lotnicze LOT S.A. (polnisch für „Polnische Luftfahrtlinien ‚Flug‘ AG“), kurz LOT, ist die größte polnische Fluggesellschaft mit Sitz in Warschau und Basis auf dem dortigen Frédéric-Chopin-Flughafen Warschau. Sie ist seit 2018 eine hundertprozentige Tochtergesellschaft der staatlichen Polska Grupa Lotnicza (PGL) und Mitglied der Luftfahrtallianz Star Alliance.

## Geschichte

### Anfangszeit

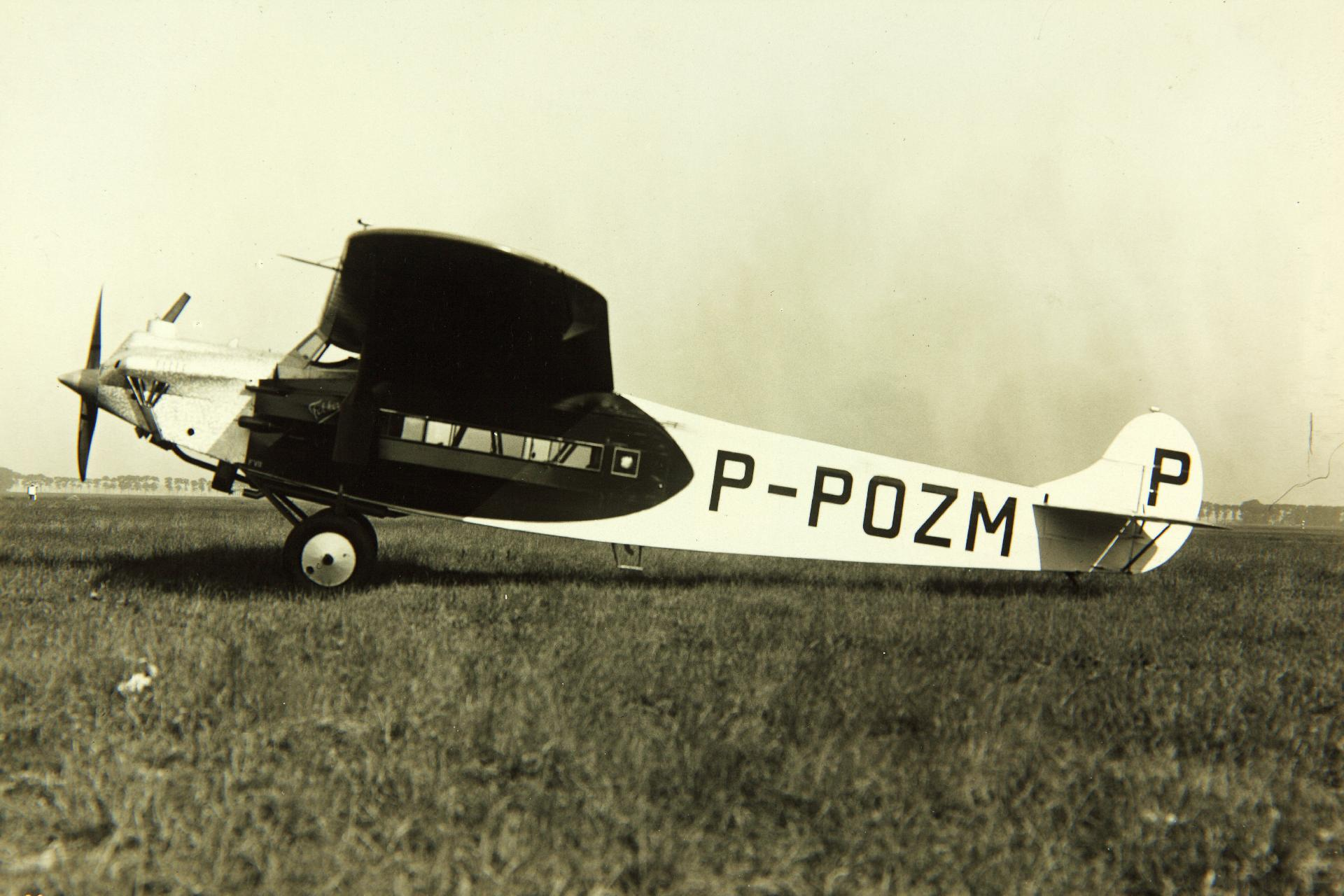
Fokker F.VIIa der LOT

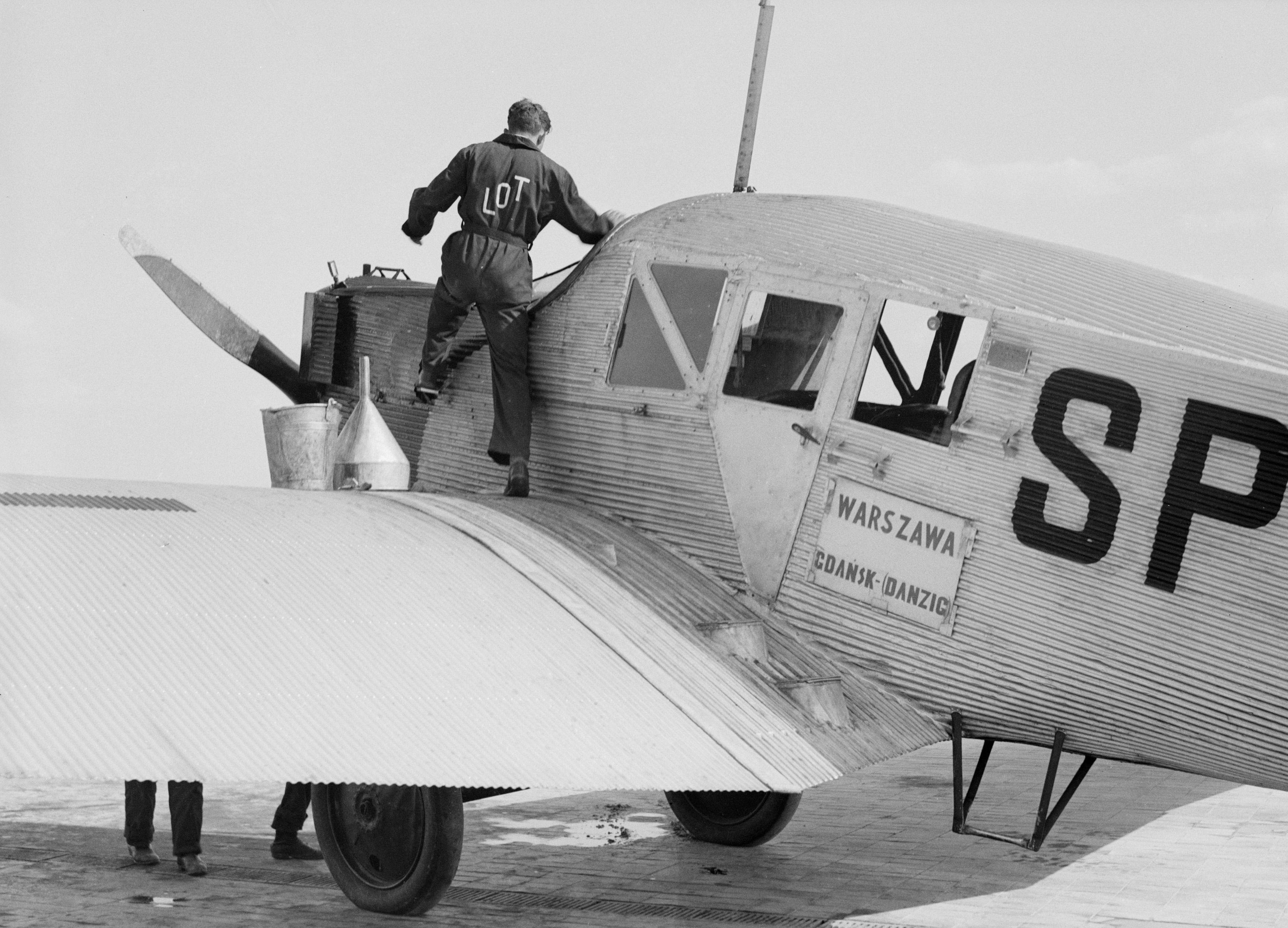
Flugvorbereitung einer F 13 der LOT auf dem Flughafen Warschau, 1934

Im Jahr 1928 wurde durch die Entscheidung des polnischen Luftfahrtministeriums, dass alle privaten Flugunternehmen, insbesondere die aktiven Aero und Aerolot (vormals Aerolloyd) sowie weitere in der Gründungsphase befindliche Unternehmen in einer staatlichen Fluggesellschaft zusammenzufassen sind, der Grundstein zur Entstehung der Linje Lotnicze LOT Sp. z o. o. gelegt. Am 1. Januar 1929 nahm die Fluggesellschaft ihren Betrieb auf und im Mai desselben Jahres wurde Polskie dem Namen des Unternehmens hinzugefügt. Gestartet wurde mit 16 von der Aerolot übernommenen Junkers F 13 und sechs von Aero bestellten, aber nicht mehr übernommenen Fokker F.VIIa. Später kamen noch in Lizenz gebaute F.VIIb sowie das polnische Muster PWS-24 hinzu. Als Heimatbasis dienten die Warschauer Flughäfen Mokotów (von 1925 bis 1934) und von 1934 bis in die heutige Zeit Okęcie. Am 1. April 1930 eröffnete die LOT mit der Strecke Lemberg–Czerniowce–Bukarest die erste Auslandslinie. Es folgten Athen, Beirut und Helsinki. Im selben Jahr wurde die LOT in den internationalen Dachverband für Luftfahrtgesellschaften IATA aufgenommen.
Für den Geschäftsflugverkehr beschaffte die LOT 1931 eine Gipsy Moth, ersetzte sie aber später durch eine RWD-5 und schließlich eine RWD-13.

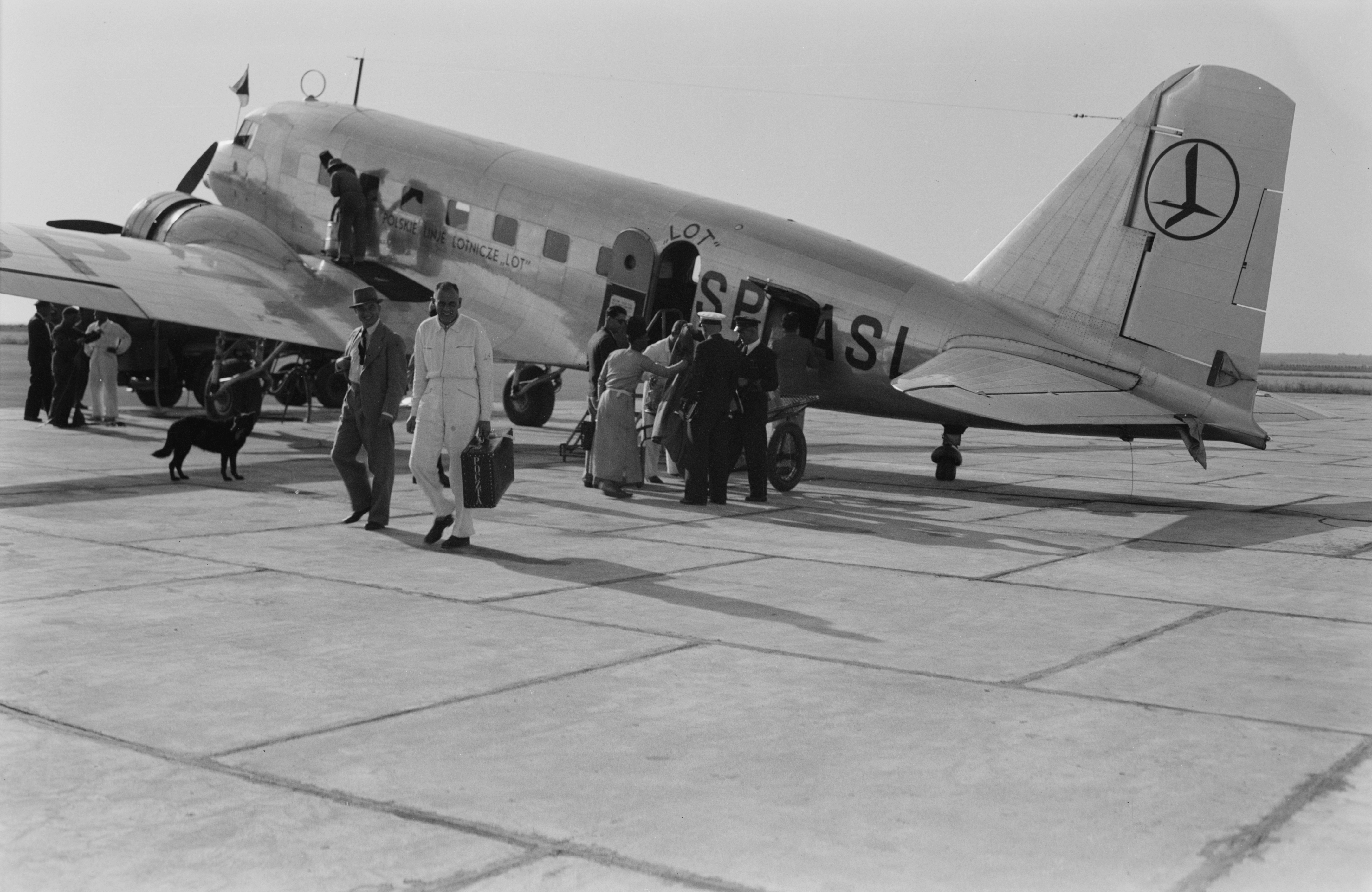
Eine Douglas DC-2 der LOT in den 1930er-Jahren

In den Jahren 1935 bis 1939 modernisierte man die Flotte. Die verbliebenen neun Junkers F 13 gab man in Verrechnung gegen eine Junkers Ju 52 nach Dessau ab. Darüber hinaus wurden als US-amerikanische Flugzeugmuster mit einziehbarem Fahrwerk Douglas DC-2 (3), Lockheed 10A Electra (10) und Lockheed 14 Super Electra (10) beschafft. Diese Flugzeuge verkürzten die Reisezeiten erheblich, außerdem konnte nun auch unter schwierigeren Wetterbedingungen geflogen werden. Die LOT setzte unter anderem ab Mitte der 1930er-Jahre zur Schlechtwetter-Landung das ZZ-Verfahren ein. Dieser im Deutschen Reich entwickelte Vorläufer eines Instrumentenlandesystems (ILS) setzte auf Funkpeilung und die Sendung von Morsecodes zur Kurskorrektur durch eine Bodenstation am Flughafen. Allerdings wurden – bedingt durch den riskanteren Allwetter-Flugbetrieb – insgesamt sechs moderne Flugzeuge bei verschiedenen Unfällen zerstört, wobei die ersten Todesopfer in der zivilen polnischen Verkehrsluftfahrt zu beklagen waren. Bis 1938 wurden die Fokker F.VII beider Versionen sowie die PWS-24 nach und nach aus dem Passagierverkehr zurückgezogen, einzelne Maschinen wurden jedoch für Luftbild-Photogrammetrieflüge umgerüstet. 1938 wurde eine erste Serie von vier polnischen PZL PZL.44 Wicher bestellt, die Bestellung jedoch kurz vor dem Ausbruch des Krieges im gegenseitigen Einvernehmen storniert.
Im Jahr 1938 wurde die Gesellschaft in Polskie Linie Lotnicze LOT umbenannt, da sich in Polen die Rechtschreibregeln in diesem Jahr geändert hatten.
Direkt vor dem Ausbruch des Zweiten Weltkrieges wurden die folgenden Linien betrieben:
- Inlandsverbindungen:
  - Warschau – Gdingen
  - Warschau – Krakau
  - Warschau – Kattowitz
  - Warschau – Lemberg
  - Warschau – Posen

- Auslandsverbindungen:
  - Lemberg – Tschernowitz – Bukarest – Sofia – Saloniki – Athen – Lydda – Beirut
  - Warschau – Bukarest
  - Posen – Berlin
  - Warschau – Budapest – Belgrad
  - Warschau – Budapest – Venedig – Rom
  - Gdingen – Kopenhagen
  - Warschau – Kaunas – Riga – Tallinn – Helsinki
  - Vilnius – Kaunas – Riga – Tallinn – Helsinki

### Zweiter Weltkrieg
Während des Zweiten Weltkrieges stellte man den Flugbetrieb ein und löste das Unternehmen auf. Anfang September 1939 wurden die meisten flugtauglichen Flugzeuge der LOT nach Rumänien evakuiert. Durch Bombardements wurden sämtliche Flugzeughallen und Flughafengebäude sowie die in Reparatur oder Wartung befindlichen Flugzeuge zerstört. Die nach Rumänien evakuierten Flugzeuge wurden sämtlich fiktiv nach Großbritannien (an Imperial Airways) verkauft, um eine Internierung als polnisches Regierungseigentum zu vermeiden und die Flugzeuge gegebenenfalls zu militärischen Zwecken wie Truppentransporte weiternutzen zu können. Dennoch wurde ihr Weiterflug in Richtung Großbritannien über die Türkei durch die rumänischen Behörden verhindert, da Großbritannien inzwischen auch in den Krieg eingetreten war. In ähnlicher Weise wurde ein Flugzeug (Lockheed 14H SP-BPN) in Estland beschlagnahmt. Drei Lockheed 14H konnten rechtzeitig aus Polen über Schweden nach Großbritannien ausgeflogen werden, zwei davon wurden an BOAC ausgeliehen. Die Ausreise des LOT-Flugpersonals aus Rumänien nach Großbritannien und Frankreich gelang jedoch. Viele Piloten, darunter der erfahrene polnische Verkehrspilot Kazimierz Burzyński, schlossen sich der polnischen Luftwaffe in Großbritannien an und flogen Transportflugzeuge.

### Reaktivierung nach dem Krieg

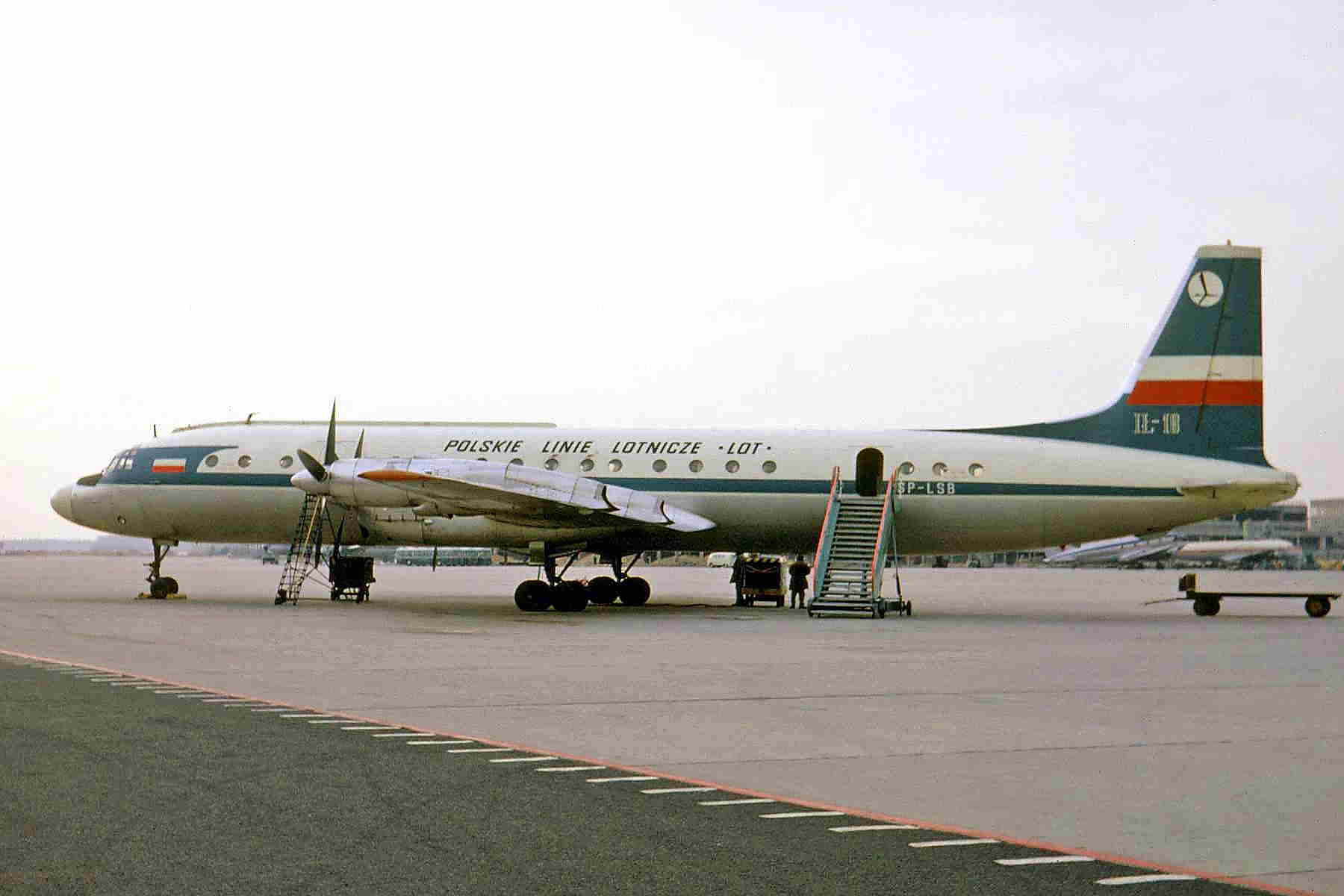
IL-18 der LOT auf dem Flughafen Frankfurt (1967)

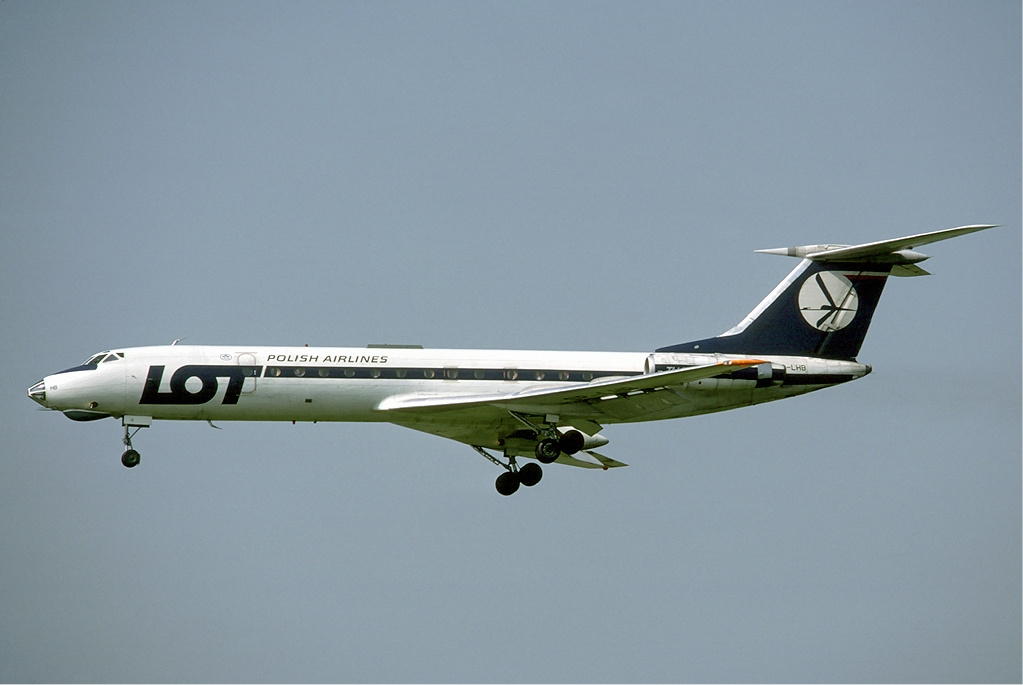
Tupolew Tu-134 der LOT (1985)

Nach dem Krieg beschloss der Staat Anfang 1945, das Unternehmen in Form eines Zwangsbetriebs als eine Sp. z o. o. (entspricht einer GmbH) unter der Führung des Generaldirektors Wojciech Zieliński (in der Vorkriegszeit Prokurist der LOT) zu reaktivieren. Am 18. Juli 1945 entschied der Ministerrat, die LOT in ein Staatsunternehmen umzustrukturieren. Folglich wurde die Sp. z o. o. am 30. September aus dem Handelsregister gestrichen und am Folgetag ein staatliches Unternehmen Polskie Linie Lotnicze LOT – Przedsiębiorstwo Państwowe (entspricht einem VEB) eingetragen. Nach dem Erhalt von Lissunow Li-2 (anfangs zehn Maschinen) und Douglas DC-3 (bis zu neun Maschinen) konnte der Betrieb zum 1. April national (mit Li-2) mit der Linie Warschau–Danzig und zum 11. Mai 1946 international (mit DC-3) von Warschau zu den Flughäfen Berlin-Schönefeld, Paris, Stockholm und Prag wieder aufgenommen werden. In den folgenden Jahren erweiterte man die Luftflotte neben sowjetischen (Iljuschin Il-12, Iljuschin Il-14) um französische (Sud-Est SE.161), amerikanische (Convair CV-240) und britische (Vickers Viscount) Flugzeugmuster.
Im Jahr 1955 wurde der einmillionste Fluggast seit der Wiederaufnahme des Flugbetriebs befördert.
Polens politische und wirtschaftliche Abhängigkeit von der Sowjetunion zwang die LOT Mitte der 1960er-Jahre, alle noch verbliebenen Flugzeugtypen westlicher Hersteller auszumustern, da die Ersatzteilbeschaffung für die alternden Maschinen wegen des chronischen Mangels an Devisen immer schwieriger wurde. Es kamen nur noch Flugzeuge sowjetischer Hersteller wie Iljuschin Il-18, Iljuschin Il-62, Tupolew Tu-134 und Antonow An-24 zum Einsatz.
Im Jahr 1963 wurden zum ersten Mal nach dem Zweiten Weltkrieg außereuropäische Ziele angeflogen, zuerst Kairo, danach Bagdad, Beirut, Bengasi, Damaskus und Tunis. Mit der Iljuschin Il-62 konnten erstmals transatlantische Ziele wie Montréal und New York (zunächst Charter, später Linie) bedient werden. 1967 beförderte die LOT auf dem zu diesem Zeitpunkt 38.000 km umfassenden Streckennetz 680.000 Passagiere.
Im Jahr 1976 flog LOT den Flughafen Bangkok (über Dubai und Mumbai) an, das erste Ziel im Fernen Osten.
Im Jahr 1978 entwarfen die Künstler Roman Duszek und Andrzej Zbrożek das noch bis 2012 genutzte Design der Flugzeuge: überwiegend weiß, vorne am Rumpf die Aufschrift LOT in kursiver Schrift, das Leitwerk ist in Blau gehalten und zeigt einen Kranich sowie die polnische Flagge.
Zwischen 1980 und 1981 brach der Flugbetrieb infolge der politischen Probleme in Polen völlig zusammen. Erst 1984 beruhigte sich die Lage und erste internationale Ziele wie New York konnten wieder angeflogen werden.

### Ausflottung sowjetischer Flugzeugmuster

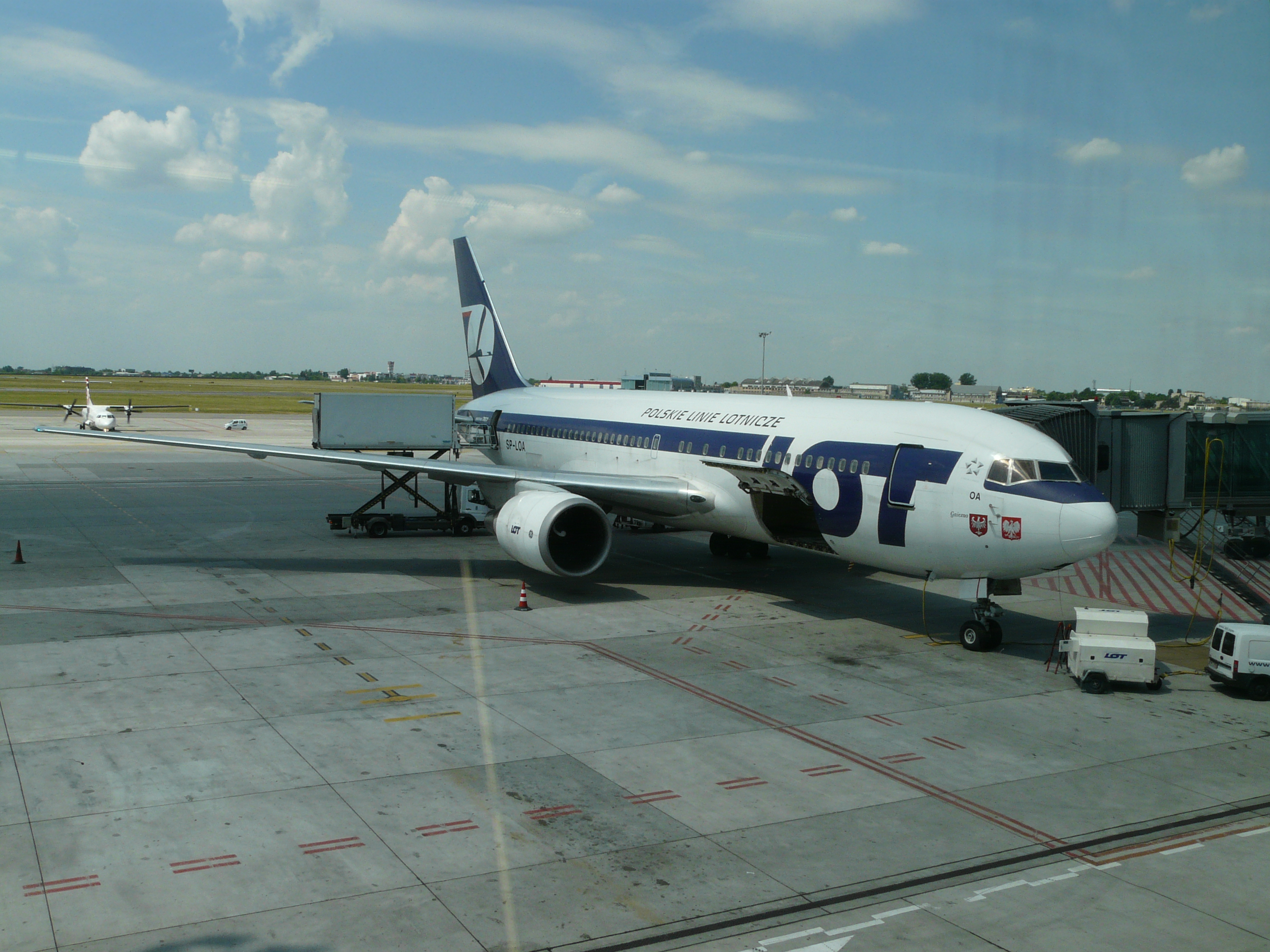
Boeing 767-200 der LOT

Die Entscheidung, Iljuschin Il-18 und Tupolew Tu-134 auszuflotten, wurde 1986 getroffen. Gleichzeitig wurden Flugzeuge des Musters Tupolew Tu-154 angeschafft und nach und nach auf den europäischen Linien und in den Nahen Osten eingesetzt. Nach dem Unfall auf dem LOT-Flug 5055 wurde ab September 1987 eine geleaste Douglas DC-8 der Arrow Air auf der Strecke nach New York betrieben. Die Maschine wurde von US-amerikanischen Piloten geflogen, während LOT die Flugbegleiter stellte.
Im Jahr 1988 wurde die bisher längste Flugstrecke Warschau–Singapur in Betrieb genommen.
Ebenfalls 1988 wurde nach einem Vorstandsbeschluss damit begonnen, die bislang aus sowjetischer Produktion stammenden Flugzeuge durch modernere westliche Maschinen zu ersetzen. Grund war der Fall des Eisernen Vorhangs, weshalb die LOT sich dem internationalen Wettbewerb stellen musste. Begonnen wurde im April 1989 mit dem Kauf von Boeing 767-200ER (eine dritte Maschine kam 1990 zur Flotte). Des Weiteren kamen 1991 ATR 72-200, im Dezember 1992 Boeing 737-500 und im April 1993 Boeing 737-400 zur Flotte.

### Nachwendezeit
Im November 1992 wurden zum ersten Mal Anteile des Unternehmens auf dem Aktienmarkt veräußert. Im selben Jahr führte die LOT das Vielfliegerprogramm LOT Voyager ein.
1993 entstanden an einigen Flughäfen Polens neue Verbindungen in das europäische Ausland (wie etwa Katowice–Frankfurt).
1994 unterzeichnete American Airlines mit der LOT ein Codeshare-Abkommen. Laut einem IATA-Bericht verfügte die LOT in jenem Jahr über die jüngste Flotte aller IATA-Mitglieder weltweit.
Im Jahr 1999 unterzeichnete die LOT einen Vertrag zur Bestellung von Flugzeugen des Typs Embraer ERJ 145. Damit sollte gewährleistet werden, insgesamt mehr Flüge zu absolvieren und Warschau mehrmals täglich mit den größten Städten Europas zu verbinden. Im selben Jahr trat die LOT in den weltweiten Fluggesellschaftenverbund The Qualiflyer Group ein.

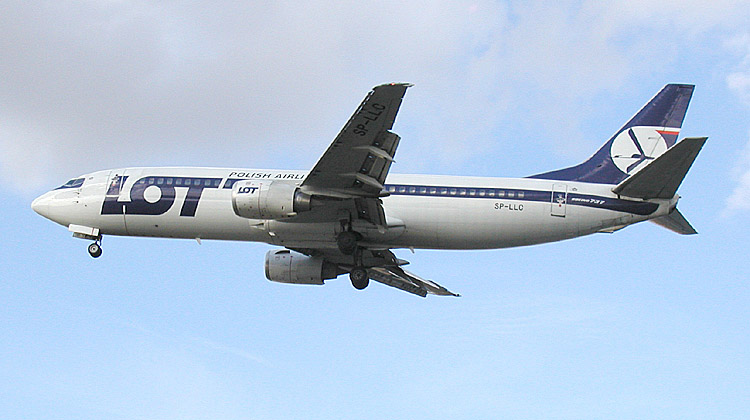
Boeing 737-400 der LOT in früherer Bemalung

|                                                                     | 2003                        | 2004                        | 2005                        |
| ------------------------------------------------------------------- | --------------------------- | --------------------------- | --------------------------- |
| Einnahmen aus der Basistätigkeit (Netto aus dem Verkauf) (Mio. PLN) | 2857                        | 2914,2                      | 2771,7                      |
| Ergebnis für die Basistätigkeit (Netto aus dem Verkauf) (Mio. PLN)  | 7,2                         | −14,3                       | 91,9                        |
| Ergebnis Netto (Mio. PLN)                                           | −109                        | 18                          | 88,6                        |
| Anzahl der beförderten Passagiere:                                  | 3 742 075                   | 4 022 542                   | 3 578 202                   |
| davon Linienflüge: -Ausland -Inland                                 | 3 372 298 2 553 134 819 164 | 3 601 995 2 733 788 868 207 | 3 553 681 2 749 453 804 221 |
| davon Charterflüge:                                                 | 369 777                     | 420 547                     | 24 521                      |
| Gütertransport (Tsd. t):                                            | 21,5                        | 21,8                        | 20,5                        |

### Expansion
Der bisherige Heimatflughafen Warschau-Okęcie wurde im Jahr 2000 umstrukturiert und zum Hub der Fluggesellschaft ausgebaut. Somit war es möglich, aus dem Flughafen ein Drehkreuz herzustellen und nationale wie internationale Transitpassagiere zu transportieren. Neben weiteren neuen Zielen wie Zagreb und Tallinn wurden der Fluggesellschaft elf neue Flugzeuge (acht ERJ-145 und drei B737-500) geliefert. Dies war für die LOT ein neuer Rekord, niemals zuvor waren so viele neue Flugzeuge innerhalb eines Jahres in Dienst gestellt worden.
Im Jahr 2001 konnten auf den Flügen erstmals drei Millionen Passagiere empfangen werden. Auch in diesem Jahr wurde das Streckennetz erweitert (z. B. Odessa).
Im Jahr 2002 wurde die Allianz The Qualifier Group von den Fluggesellschaften aufgelöst. Deshalb versuchte die LOT, sich einer Allianz anzuschließen. Dies geschah in Form eines Codeshare-Abkommens mit der Lufthansa, was den Weg zur Star Alliance ebnete. Im selben Jahr wurde ein Vertrag zum Kauf von fünf ATR-42 (Serie 500) unterzeichnet.
Seit dem 26. Oktober 2003 ist die LOT das 15. Mitglied der internationalen Luftfahrt-Allianz Star Alliance. Seit Januar 2003 war sie bereits vollintegriertes Mitglied im Vielfliegerprogramm Miles & More der Lufthansa. Im selben Jahr entschloss sich die LOT zum Kauf von Flugzeugen des Typs Embraer 170. Aufgrund der Star Alliance folgten weitere Codeshare-Verträge unter anderem mit United Airlines und All Nippon Airways.
Im Jahr 2004 nahm die LOT als erste Fluggesellschaft der Welt den Embraer 170 in Besitz. Erster Flug des Flugzeugtyps war Warschau–Wien. Im selben Jahr wurde das 75-jährige Bestehen der Fluggesellschaft gefeiert; zur Feier wurden Briefmarken, FDC-Briefumschläge und ein Album herausgebracht. In dem Jahr nahmen vier Millionen Kunden die Dienste der LOT in Anspruch. Außerdem wurde damit begonnen, für Inlandsflüge Tickets auch elektronisch im Internet als elektronisches Ticket zu verkaufen.
Im Jahr 2005 gab die LOT den Kauf von Flugzeugen des Typs Boeing 787 bekannt. Im Jahr 2006 nahm sie die ersten vier Maschinen des Typs Embraer 175 in die Flotte auf. Im November 2008 verließen die beiden Boeing 767-200ER die Flotte, um Kosten zu sparen.
Im Jahr 2009 beförderte die LOT 4,1 Millionen Passagiere. Im selben Jahr wurde der Anteil des Syndikus der mittlerweile im Konkurs stehenden SairLines B.V. (25,1 %) vom Ministerium für Staatsvermögen zurückgekauft. Die Anteile an der Fluggesellschaft hatten nun der Staat (93,1 %) und die Mitarbeiter der LOT (6,93 %).
Zum Unternehmen gehörte auch die 1996 gegründete Fluggesellschaft EuroLOT. Die Tochtergesellschaft verleaste unter anderem zwei Embraer 175 an die polnische Luftwaffe für den VIP-Transport, die so den Verlust einer ihrer Tu-154M beim Flugunfall in Smolensk kompensierte. Der Leasingvertrag lief bis 2013, eine Maschine wurde entsprechend der anderen VIP-Maschinen der polnischen Luftwaffe umlackiert. Der Betrieb der EuroLOT wurde am 31. März 2015 wieder eingestellt.

### Krise und Übernahmeangebote

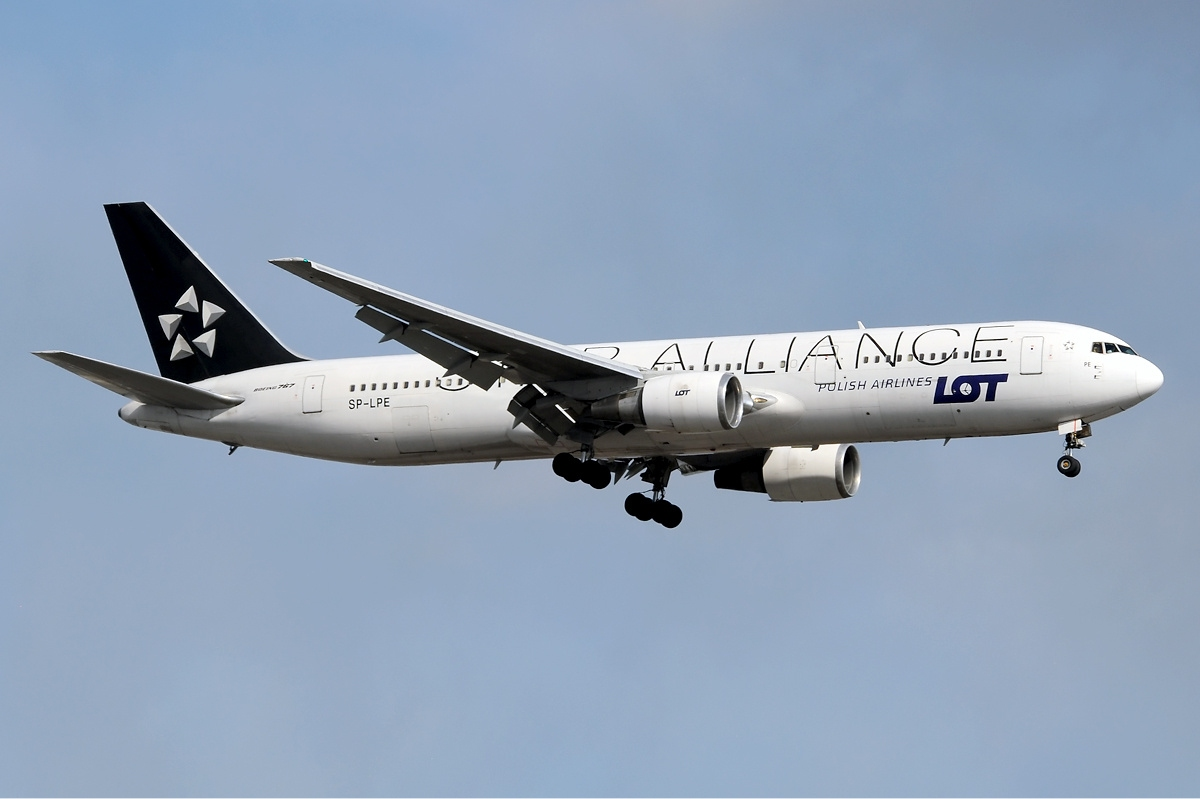
Boeing 767-300ER der LOT in Star-Alliance-Sonderbemalung

Die ehemalige Billigfluggesellschaft Centralwings, 2004 von der LOT gegründet, musste im Juni 2009 Insolvenz anmelden. Im selben Monat nahm allerdings LOT Charters den Flugbetrieb auf. Diese Fluggesellschaft führt Ferien- und Charterflüge mit derzeit vier ehemaligen Boeing 737-400 der Muttergesellschaft durch. Die Kennzeichen lauten SP-LLE, SP-LLF, SP-LLG und SP-LLK. Die Flugzeuge, die ausschließlich über Economy-Class-Sitzplätze verfügen, sind im Schnitt etwa 16 Jahre alt.
Turkish Airlines kündigte im Mai 2010 Interesse an einem Kauf der LOT an, die deutsche Lufthansa zeigte sich erstmals im September 2010 öffentlich an einem Kauf interessiert. In beiden Fällen kam es jedoch nicht zu einem Geschäftsabschluss.

### Konsolidierung seit 2011
Im Juni 2011 wurde im Rahmen der Präsentation einer Boeing 787-8, welche die LOT zur Auslieferung ab 2012 bestellt hatte, eine neue Bemalung für die Flotte vorgestellt. Zudem verfügen diese neuen Maschinen erstmals über eine zusätzliche Premium-Economy-Klasse.
Im Jahr 2011 konnte die LOT ihre Verluste auf 34,7 Millionen Euro reduzieren. Anfang 2012 wurde bekannt, dass die LOT bis Mai 2012 dennoch verkauft werden sollte, da der Airline sonst der Bankrott drohe.
Am 14. November 2012 erhielt die LOT nach einer mehrmonatigen Verzögerung als erste europäische Fluggesellschaft ihre erste neue Boeing 787-8.
Im September 2013 wurde bekannt gegeben, dass die Spar- und Restrukturierungsmaßnahmen Erfolge zeigten und man daher den zweiten Teil eines staatlichen Hilfspakets nicht in Anspruch nehmen werde. Gleichzeitig wurde zur Optimierung des Streckennetzes die Streichung einiger wirtschaftlich unattraktiver Routen bekanntgegeben; Flüge nach Düsseldorf, Stuttgart und Zürich sollten zum kommenden Winterflugplan entfallen.
Am 8. September 2016 präsentierte Rafał Milczarski in Krynica eine neue Strategie, in der es darum geht, die Passagierzahlen bis 2020 zu verdoppeln, genau so wie die Flotte von LOT im Zeitraum 2017–2020 zu verdoppeln.
LOT hat im Oktober 2016 eine Absichtserklärung zum Kauf von fünfzehn Boeing 737 MAX 8 abgegeben. Außerdem sollen vier 737-800 geleast werden. Des Weiteren unterzeichnete LOT im Januar 2017 eine Absichtserklärung zum Kauf von neun Boeing 787-9.

## Polska Grupa Lotnicza

### Beteiligungen
Die staatlich gelenkte Muttergesellschaft Polska Grupa Lotnicza (PGL) mit Sitz in Warschau wurde am 6. Februar 2018 gegründet und ist das größte Luftfahrtunternehmen in Polen.
Zu PGL gehören neben der Fluggesellschaft LOT noch die Tochtergesellschaften LOT Aircraft Maintenance Services (LOTAMS), LS Airport Services (LSAS) und LS Technics (LST).

### Geplatzte Übernahme der Condor Flugdienst
Am 24. Januar 2020 wurde bekannt, dass die LOT-Muttergesellschaft Polska Grupa Lotnicza (PGL) die deutsche Condor Flugdienst übernehmen wollte.
Condor war seit der Insolvenz ihrer Konzernmutter Thomas Cook im Oktober 2019 auf der Suche nach einem Käufer. Zum Übernahmevertrag gehörten unter anderem die Zusagen von PGL, keine weiteren Stellen abzubauen und die Flotte mit mindestens 20 neuen Flugzeugen zu modernisieren. Ebenfalls sollte die Zubringer-Kooperation von Lufthansa und Condor auch unter PGL als neuem Eigentümer beibehalten werden. Zum 15. April 2020 sollte das von der Bundesregierung und dem Land Hessen gestellte Darlehen in Höhe von 380 Millionen Euro vollständig zurückbezahlt werden; bis April 2020 lief zudem noch eine Einspruchsfrist für die zuständigen Kartellbehörden. Finanziert werden sollte die Übernahme durch ein Konsortium der Finanzinstitute Pekao, PKO und PZU, die staatseigene Förderbank BGK stellte Garantien zur Verfügung.
Da LOT wegen der Auswirkungen der COVID-19-Pandemie in eine wirtschaftliche Schieflage geraten ist, teilte die PGL am 13. April 2020 ohne nähere Begründung mit, dass sie von dem Kaufvertrag zurücktrete.

## Verwaltung

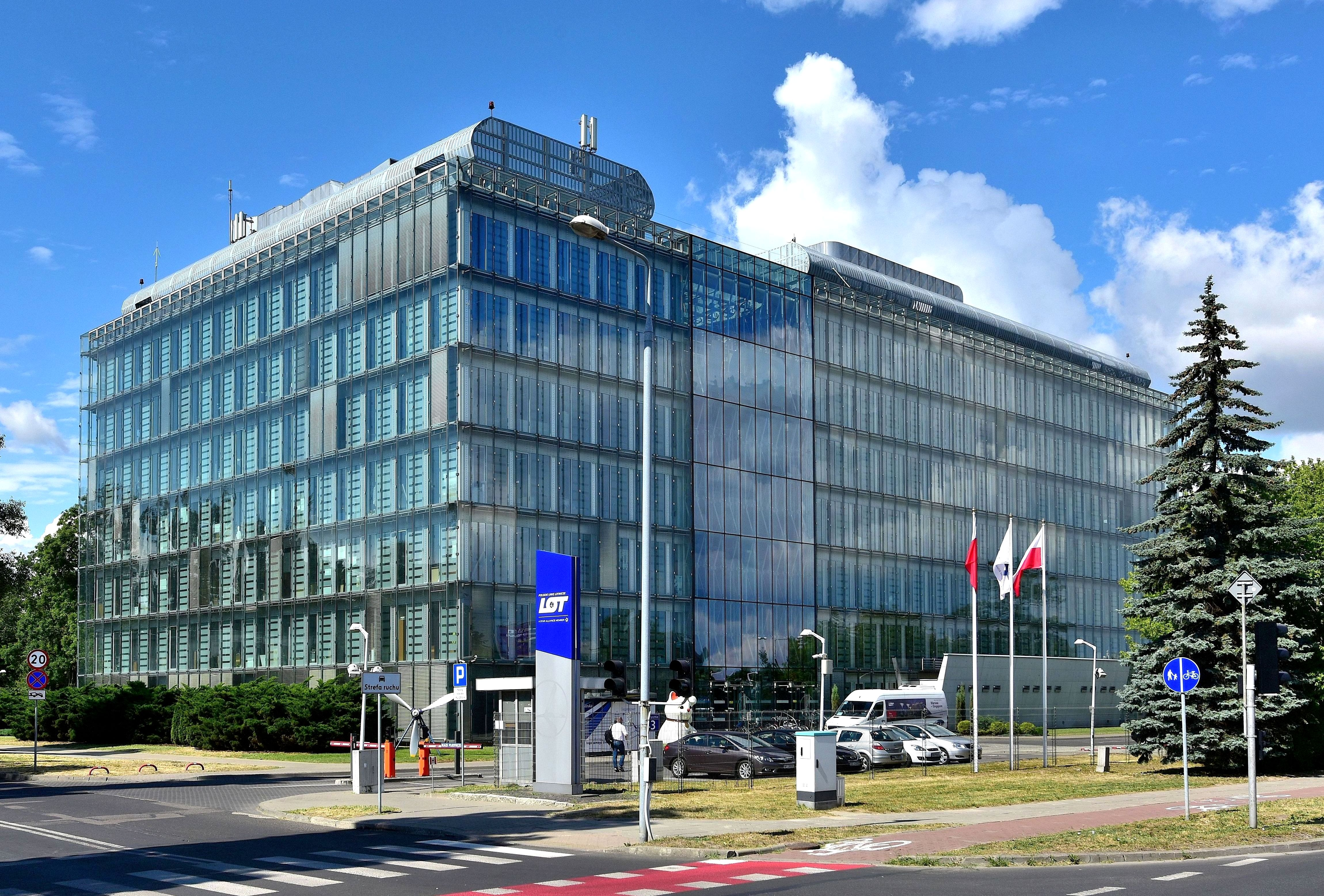
Der Sitz der LOT in Warschau

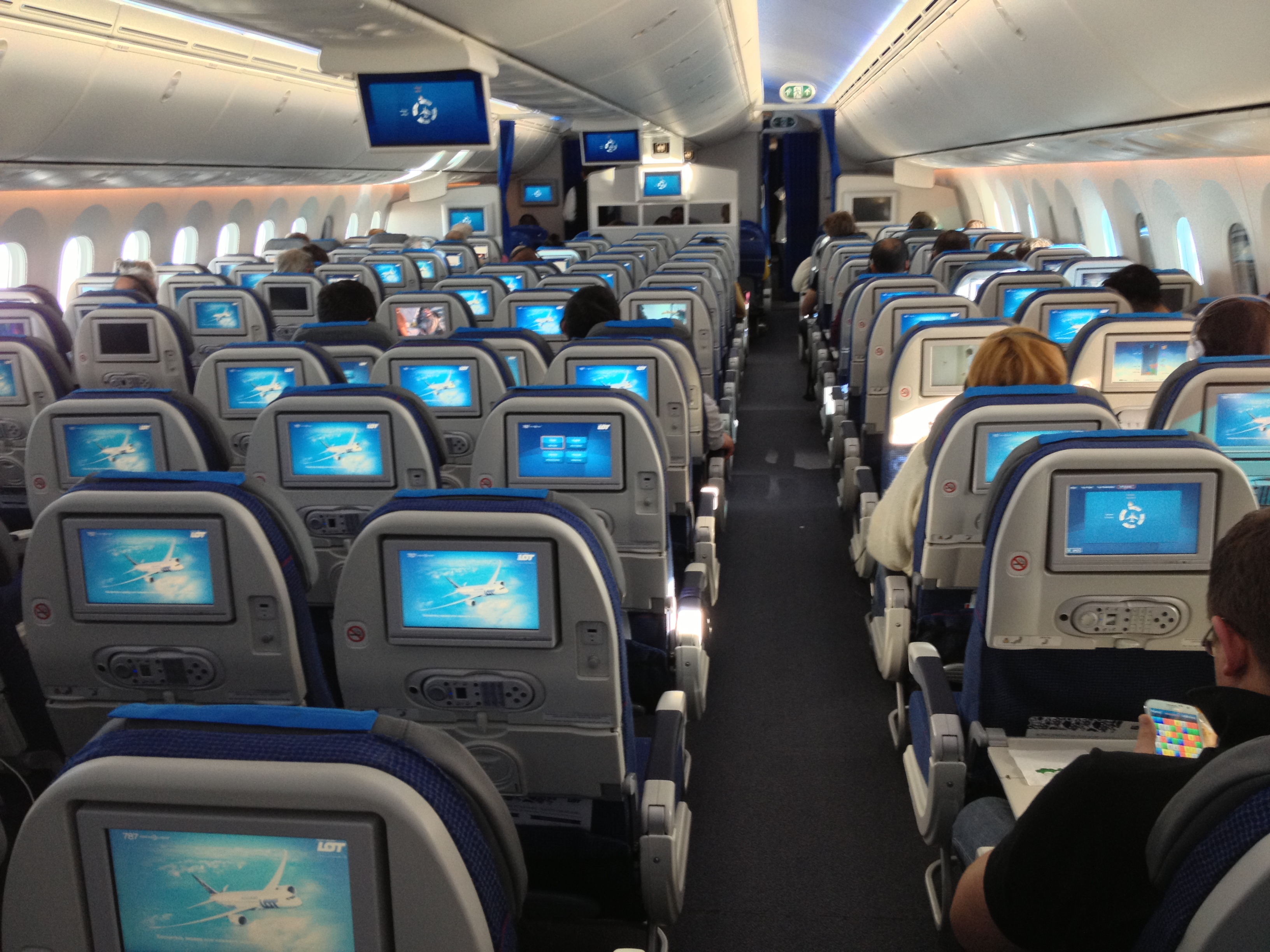
Kabine einer Boeing 787-8 der LOT

### Aktueller Vorstand
Der Vorstand setzt sich aus den folgenden Personen zusammen (2023):
- Michał Fijoł (Vorsitzender)
- Dorota Dmuchowska (Chief Operating Officer)
- Paweł Urbaniak (Chief Commercial Officer)
- Katarzyna Piskorz (Chief Corporate Officer)

### Direktoren (1929–1992)
- Tomasz Turbiak (1929–1930)
- Wacław Makowski (1930–1939)
- Wojciech Zieliński (1945–1947)
- Czesław Mankiewicz (1947–1950)
- Sergiusz Minorski (1950–1957)
- Andrzej Skala (1957–1959)
- Jan Krzywicki (1959–1963)
- Jan Zwierzyński (1963–1969)
- Włodzimierz Wilanowski (1969–1980)
- Józef Kowalski (1981–1986)
- Jerzy Słowiński (1986–1990)
- Bronisław Klimaszewski (1990–1992)

### Vorstandsvorsitzende (seit 1992)
- Jan Litwinski (1992–März 2003)
- Marek Grabarek (April 2003–Oktober 2005)
- Krzysztof Kapis (März 2006–Februar 2007)
- Marek Mazur (März 2007)
- Piotr Siennicki (April 2007–März 2009)
- Sebastian Mikosz (März 2009–September 2010)
- Zbigniew Mazur (September 2010–November 2010)
- Marcin Piróg (November 2010–Februar 2013)
- Sebastian Mikosz (11. Februar 2013–31. August 2015)
- Marcin Celejewski (31. August 2015–28. Januar 2016, kommissarisch)
- Rafał Milczarski (seit 28. Januar 2016–Dezember 2022)
- Michał Fijoł (seit 19. Juni 2023)[23]

## Flugziele
LOT bedient neben polnischen Städten mehrere Ziele in Asien, Europa, Nordamerika und dem Nahen Osten. In deutschsprachigen Ländern werden Berlin Brandenburg, Düsseldorf, Frankfurt, Nürnberg, Hamburg, München, Stuttgart, Wien, Genf und Zürich angeflogen.
In Kooperation mit einigen europäischen, amerikanischen und asiatischen Fluggesellschaften bietet die LOT per Codeshare weitere Ziele an. Dieses wird durch die Mitgliedschaft der LOT im Luftfahrtbündnis Star Alliance zusätzlich gestärkt.

## Flotte

### Aktuelle Flotte

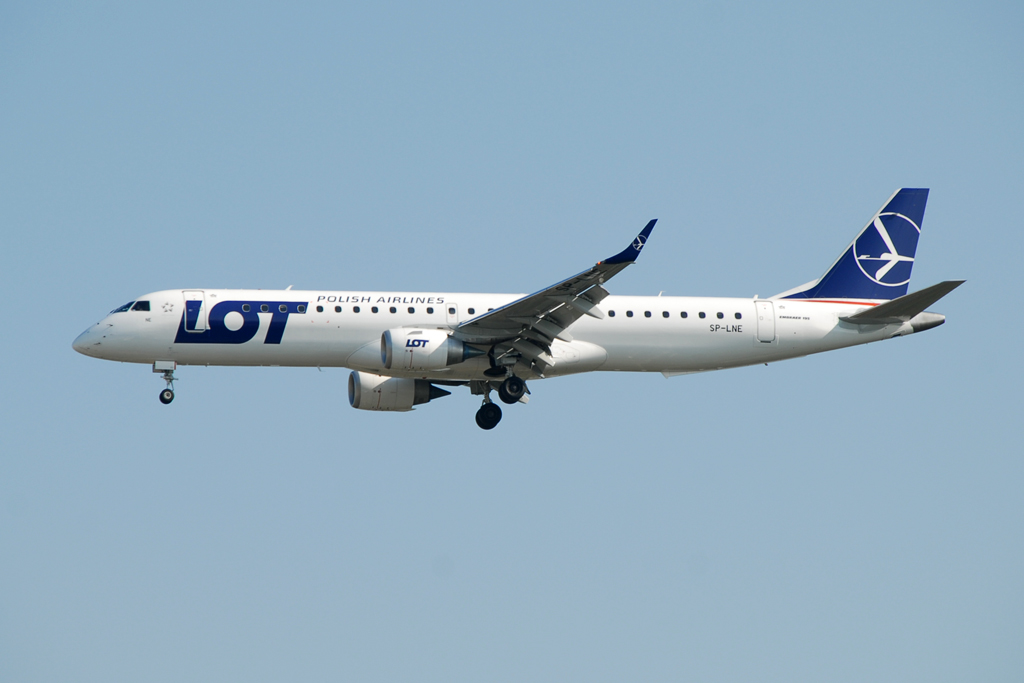
Embraer 195 der LOT

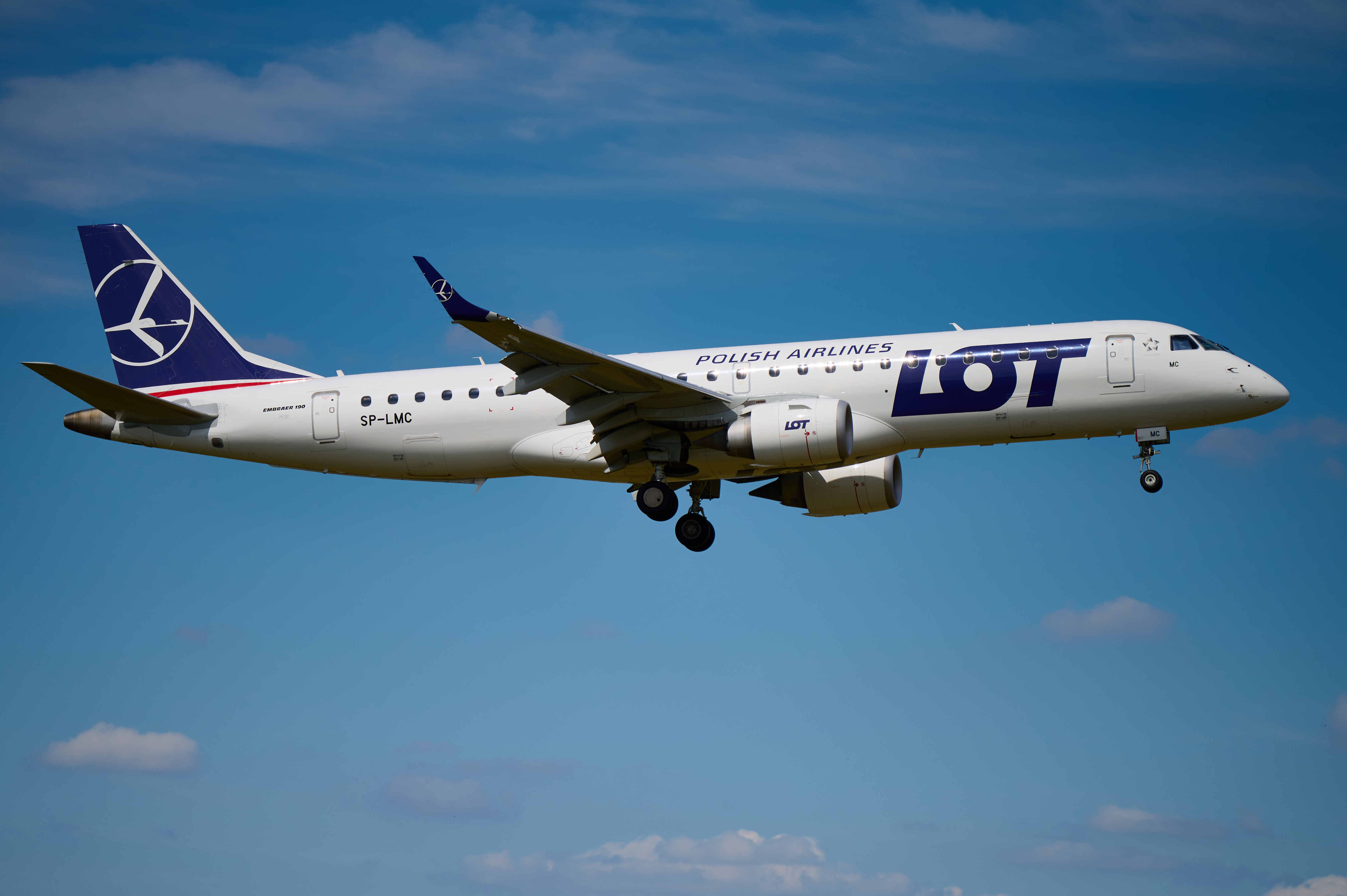
Embraer 190 der LOT

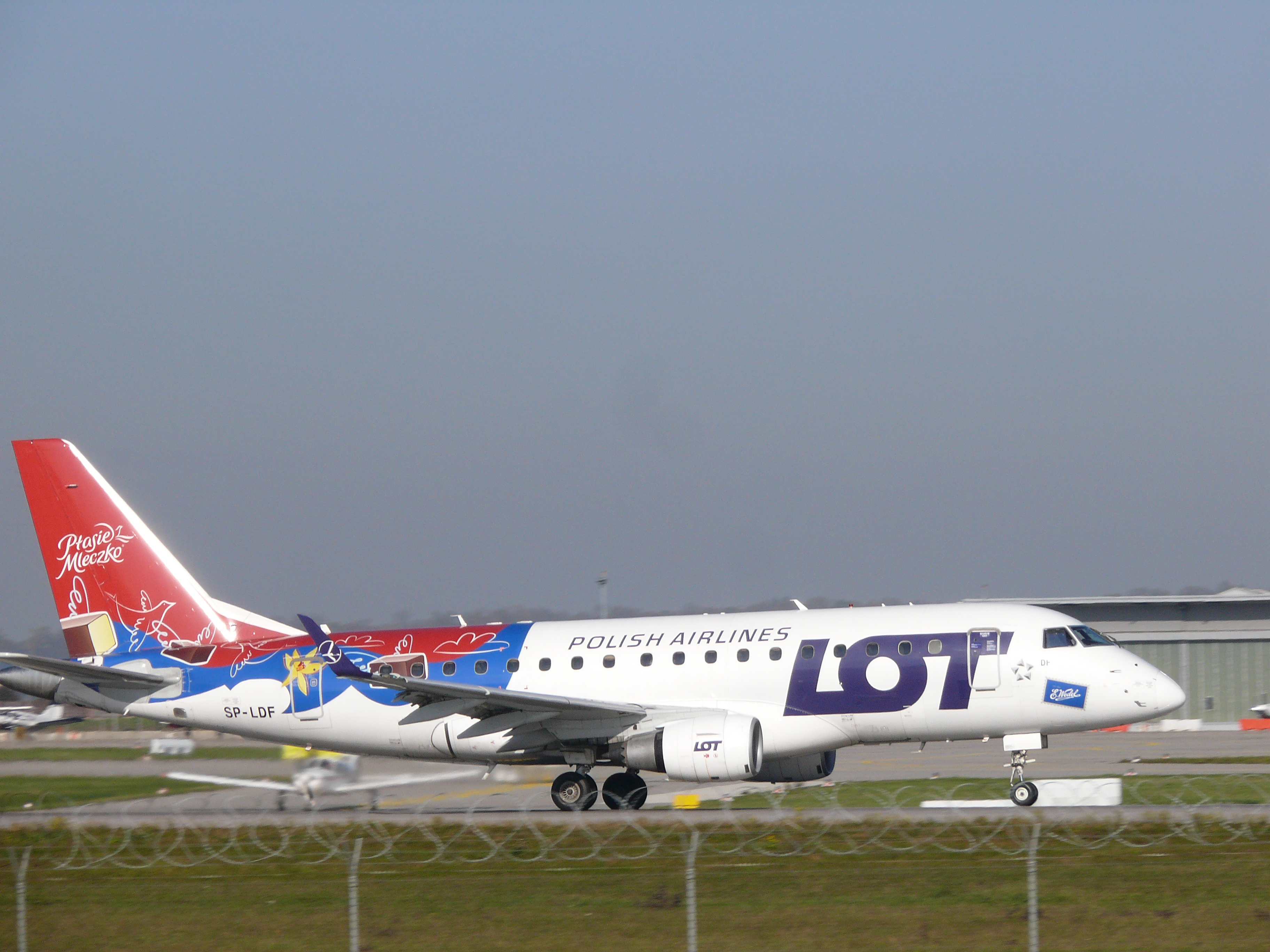
Embraer 170 der LOT (mit Sonderbemalung)

Mit Stand Juni 2025 besteht die Flotte der LOT aus 86 Flugzeugen mit einem Durchschnittsalter von 11,5 Jahren:
| Flugzeugtyp      | Anzahl | bestellt | Anmerkungen                                          | Sitzplätze (Business/Eco+/Eco) | Durchschnittsalter |
| ---------------- | ------ | -------- | ---------------------------------------------------- | ------------------------------ | ------------------ |
| Airbus A220-100  |        | 20       | + 44 Optionen; Auslieferung ab 2027                  | – offen –                      |                    |
| Airbus A220-300  |        | 20       | + 44 Optionen; Auslieferung ab 2027                  | – offen –                      |                    |
| Boeing 737-800   | 06     |          | mit Winglets ausgestattet                            | 186 (12/18/156)                | 18,0 Jahre         |
| Boeing 737 MAX 8 | 18     | 04       | eine inaktiv                                         | 186 (12/18/156)                | 04,9 Jahre         |
| Boeing 787-8     | 08     | 02       | zwei inaktiv; LOT ist europäischer Erstkunde der 787 | 252 (18/21/213)                | 11,1 Jahre         |
| Boeing 787-9     | 07     |          |                                                      | 294 (24/21/249)                | 06,5 Jahre         |
| Embraer E195-E2  | 03     |          |                                                      | 136 (–/–/136)                  | 00,8 Jahre         |
| Embraer ERJ-170  | 05     |          |                                                      | 70 (14/10/46)                  | 20,5 Jahre         |
| Embraer ERJ-175  | 15     |          | eine inaktiv                                         | 82 (22/10/50)                  | 16,0 Jahre         |
| Embraer ERJ-190  | 08     |          | zwei inaktiv                                         | 106 (–/–/106)                  | 10,6 Jahre         |
| Embraer ERJ-195  | 16     |          |                                                      | 112 (20/12/80)                 | 14,6 Jahre         |
| Gesamt           | 86     | 46       |                                                      |                                | 11,5 Jahre         |

### Aktuelle Sonderbemalungen
| Flugzeugtyp      | Luftfahrzeugkennzeichen | Bemalung                               | Zeitraum                                             | Bild |
| ---------------- | ----------------------- | -------------------------------------- | ---------------------------------------------------- | --- |
| Boeing 737 Max 8 | SP-LVD                  | „Proud of Poland's Independence“       | seit Juni 2018                                       | |
| Boeing 737 Max 8 | SP-LVG                  | „Bank Pekao“                           | seit November 2023                                   | |
| Boeing 737 Max 8 | SP-LVK                  | „100 Years Krosno Glass“               | seit Juli 2023                                       | Bild gesucht Die Wikipedia wünscht sich an dieser Stelle ein Bild. Weitere Infos zum Motiv findest du vielleicht auf der Diskussionsseite . Falls du dabei helfen möchtest, erklärt die Anleitung , wie das geht. |
| Boeing 737 Max 8 | SP-LVL                  | „Energylandia“                         | seit März 2023                                       | Bild gesucht Die Wikipedia wünscht sich an dieser Stelle ein Bild. Weitere Infos zum Motiv findest du vielleicht auf der Diskussionsseite . Falls du dabei helfen möchtest, erklärt die Anleitung , wie das geht. |
| Boeing 787-8     | SP-LRH                  | „Proud to fly the Polish Olympic Team“ | seit November 2017                                   | |
| Boeing 787-9     | SP-LSC                  | „Proud of Poland's Independence“       | seit Juni 2018                                       | |
| Embraer ERJ-170  | SP-LDK                  | „Star Alliance“                        | seit Mai 2005                                        | |
| Embraer ERJ-175  | SP-LIO                  | „Star Alliance“                        | seit Dezember 2018                                   | |
| Embraer ERJ-175  | SP-LIC                  | „Lubuskie“                             | seit März 2023                                       | |
| Embraer ERJ-175  | SP-LIM                  | „Retro“                                | seit Dezember 2018                                   | |
| Embraer ERJ-195  | SP-LNF                  | „Warmia Mazury“                        | seit November 2020                                   | |
| Embraer ERJ-195  | SP-LNG SP-LNI           | „Visit North Moravia“                  | SP-LNG: seit November 2023 SP-LNI: seit Oktober 2023 | Bild gesucht Die Wikipedia wünscht sich an dieser Stelle ein Bild. Weitere Infos zum Motiv findest du vielleicht auf der Diskussionsseite . Falls du dabei helfen möchtest, erklärt die Anleitung , wie das geht. |

### Ehemalige Flugzeugtypen
In der Vergangenheit betrieb die LOT unter anderem folgende Flugzeugtypen:
- Airbus A330-900neo
- Antonow An-12
- Antonow An-24
- Antonow An-26
- ATR 72-200 (1991–2001), 2001–2013 bei Eurolot
- Avia 14
- Boeing 737-300 (1996–1999)
- Boeing 737-400 ( – 2020)
- Boeing 737-700 ( – 2020)
- Boeing 737-500 (1992–2013)
- Boeing 767-200 (1989–2008)
- Boeing 767-300 (1990–2013)
- Bombardier CRJ900 ( – 2020)
- Convair CV-240
- De Havilland DHC-8-400 (2012–2023)
- Douglas DC-2
- Douglas DC-3
- Douglas DC-8-62 (1987–1988)
- Embraer 145 (1999–2011)
- Iljuschin Il-14
- Iljuschin Il-18
- Iljuschin Il-62
- Jakowlew Jak-40
- Junkers Ju 52/3m
- Lissunow Li-2
- Lockheed Model 10 Electra
- McDonnell Douglas DC-10 (1994-1995, geleast von Malaysia Airlines)
- Sud-Est SE.161 Languedoc
- Tupolew Tu-134
- Tupolew Tu-154
- Vickers Viscount

### Besonderheit hinsichtlich der Flotte
Äußerst ungewöhnlich ist der Umstand, dass LOT, als aktive Fluggesellschaft eines EU-Landes, noch nie ein Flugzeug der Marke Airbus in ihre Flotte aufgenommen hat. Dieses Merkmal teilt LOT zwar mit Ryanair, doch während die irische Fluggesellschaft durch die Beschränkung auf einen einzelnen Flugzeugtyp – die Boeing 737-800 – hofft, Kosten für Wartung und Personalschulung einzusparen, kann diese Erklärung bei P.L.L. LOT angesichts der vielfältigen Flotte nicht greifen. Besser mit der LOT vergleichbar ist die etwas kleinere Icelandair, größte Fluggesellschaft des EWR-Mitglieds Island, die ebenfalls noch nie ein Airbus-Flugzeug betrieben hat, aber ab 2025 ihre 18 Boeing 757 durch Airbus A321neo (LR/XLR) ersetzen will.
Der Manager des Unternehmens, Rafał Milczarski, erklärte im Interview mit dem Magazin Business Insider Polska, „man sei bereit für eine Zusammenarbeit mit jedem Flugzeughersteller, der ein gutes Produkt anbietet, die erforderliche Unterstützung beim Betrieb der Maschinen gewährleistet und Leasingbedingungen gewährt, die es uns ermöglichen, an Luftfahrtdienstleistungen einen Gewinn zu erwirtschaften“.
Man sei zwar mit den betriebenen Boeing-Maschinen zufrieden, jedoch „nicht an die Zusammenarbeit mit einem einzelnen Flugzeughersteller gebunden“ und „die Überzeugung, Airbus könne kein Zulieferer von LOT sein“, sei „eine Fehleinschätzung“. Vielmehr habe Airbus, seit Milczarski das Management des Unternehmens übernommen hat (also seit 2016), „mehrfach die Gelegenheit gehabt, Maschinen an LOT zu liefern, diese Gelegenheiten jedoch nicht genutzt“.
Auch im Bereich der Regionaljets beschränkt sich LOT schon seit längerem auf Maschinen der Hersteller Bombardier (Kanada) und Embraer (Brasilien), während die letzte Auslieferung einer ATR 72-200 im Jahr 1996 mittlerweile mehr als 20 Jahre zurückliegt.
Mit Stand Juli 2020 hat LOT keine Bestellungen bei Airbus und ATR aufgegeben.
Im Zuge der Paris Air Show im Juni 2025 gaben Airbus und LOT einen Kaufvertrag für bis zu 84 (40 Festbestellungen sowie 44 Optionen) Airbus A220 bekannt.

## Vielfliegerprogramm
LOT ist ein „vollintegrierter Partner“ des Lufthansa-Vielfliegerprogramms Miles & More. In Deutschland greift die Gesellschaft daher auch auf die Lounge-Infrastruktur von Lufthansa zu. Am Heimatdrehkreuz Warschau verfügt die Linie über eine eigene Lounge. Zutrittsberechtigt sind neben Passagieren der Business-Class auch Star-Alliance-Gold-Mitglieder. Für Goldkarteninhaber und HON-Circle-Mitglieder gibt es eine separate Lounge, sie besteht aus drei Räumen sowie einem Computerbereich – Duschen gibt es nicht. Business-Class-Passagiere und Star-Alliance-Gold-Mitglieder werden vom Flugzeug separat abgeholt, wenn es auf dem Vorfeld parkt.

## Zwischenfälle

### Flugunfälle
Insgesamt kam es bei LOT von 1937 bis Dezember 2019 zu 35 Totalschäden von Flugzeugen. Dabei kamen 423 Personen ums Leben. Beispiele:
- Am 1. Dezember 1936 stürzte eine Lockheed L-10A (SP-AYB) bei Malakasa bei schlechten Wetterbedingungen nach einem Pilotenfehler ab. Ein Pilot kam ums Leben.

- Am 28. Dezember 1936 stürzte eine Lockheed L-10A (SP-AYA) wegen Vereisung bei Tomaszów Lubelski ab, ein Pilot und zwei Fluggäste starben.[41]

- Am 11. November 1937 stürzte während des Anflugs auf den Flughafen Warschau ohne Erdsicht nach dem ZZ-Verfahren eine Lockheed L-10A (SP-AYD) in Myszadło bei Piaseczno ab. Ursächlich war ein Kommunikationsfehler mit versehentlicher Durchgabe des Landebefehls, der ein anderes im Landeanflug befindliches Flugzeug betraf. Bei diesem CFIT (Controlled flight into terrain) wurden 4 Fluggäste getötet, die zweiköpfige Besatzung und sechs weitere Fluggäste überlebten.[42]

- Am 23. November 1937 wurde eine Douglas DC-2-115D der polnischen LOT (SP-ASJ) auf dem Flug von Saloniki nach Sofia aufgrund eines Navigationsfehlers in das Pirin-Gebirge geflogen. Durch diesen CFIT (Controlled flight into terrain) wurden alle fünf Insassen getötet.[43]

- Am 22. Januar 1938 hatte eine Fokker F.VII/3m (SP-AOE) in Helsinki eine Bruchlandung. Über etwaige Opfer gibt es keine Berichte.[44]

- Am 25. Juni 1938 wurde eine RWD-13 (SP-BFO) beim Start in Neusandez irreparabel beschädigt. Über etwaige Opfer gibt es keine Berichte.[45]

- Am 22. Juli 1938 stürzte eine Lockheed L-14H (SP-BNG) auf dem Flug zum Flughafen Bukarest-Băneasa bei Câmpulung (Rumänien) ab. Alle 14 Insassen kamen dabei ums Leben.[46]

- Am 18. August 1938 verbrannte auf dem Flughafen Bukarest-Băneasa eine Lockheed L-14H (SP-BNJ) während des Rollens nach der Landung. Alle Insassen konnten das Flugzeug rechtzeitig verlassen.[47]

- Am 10. Juni 1947 kam es mit einer Douglas DC-3/C-47A-50-DL der Polskie Linie Lotnicze LOT (SP-LCB) auf dem Flughafen Stockholm/Bromma (Schweden) zu einem Landeunfall. Dabei wurde das Flugzeug irreparabel beschädigt. Personen kamen nicht zu Schaden.[48]

- Am 31. Mai 1948 fielen auf dem Linienflug nach Paris mit Zwischenlandung in Straßburg drei der vier Motoren einer Sud-Est SE.161 Languedoc (SP-LDA) aus. Dem Piloten Wiktor Pełka gelang eine Außenlandung bei Reims. Die Insassen blieben unverletzt. Der Schaden an der Maschine wurde als reparabel eingestuft und in Frankreich behoben. Wegen fehlender Devisen wurde das Flugzeug von der LOT jedoch nicht abgeholt.[49]

- Am 28. März 1950 wurde eine Douglas DC-3/C-47A-40-DL der Polskie Linie Lotnicze LOT (SP-LCC) an einem unbekannten Ort zum Totalschaden. Über Personenschäden ist nichts bekannt.[50]

- Am 15. November 1951 kollidierte eine Lisunow Li-2 der LOT (SP-LKA) kurz nach dem Start in Łódź nahe Górki Duże bei Tuszyn mit einer Hochspannungsleitung und stürzte ab. Aufgrund von Triebwerksproblemen hatte der Kommandant entschieden, den Weiterflug nicht durchzuführen. Er wurde jedoch wahrscheinlich durch Offiziere des polnischen Sicherheitsministeriums dazu gezwungen. Alle 16 Personen an Bord starben (siehe auch Flugunfall der LOT bei Tuszyn).[51]

- Am 18. Juli 1952 wurde eine Iljuschin Il-12B (SP-LHC) bei der Landung in Warschau irreparabel beschädigt. Von den Insassen kam niemand zu Schaden.

- Am 13. März 1953 wurde eine Douglas DC-3/C-47-DL der Polskie Linie Lotnicze LOT (SP-LCH) am Flughafen Katowice (Polen) irreparabel beschädigt. Personen kamen nicht zu Schaden.[52]

- Am 19. März 1954 kollidierte eine Lissunow Li-2 (SP-LAH) auf einem Flug Warschau-Krakau ohne Erdsicht mit dem Hang des Berges Ćwilin in Gruszowice bei Limanowa. Durch diesen Bei diesem CFIT (Controlled flight into terrain) wurde ein Fluggast getötet.

- Am 16. Juni 1957 stürzte eine Iljuschin Il-14P (SP-LNF) während des Anflugs in Moskau-Wnukowo ab. Neun Personen starben, vier überlebten verletzt.

- Am 12. April 1958 verlor eine Convair CV-240 der LOT (SP-LPB) während eines Übungsfluges im Flug einen Propeller. Daraufhin kam es auf dem Flughafen Warschau-Okęcie zur Bruchlandung. Von der vierköpfigen Besatzung kam niemand zu Schaden, die Maschine war jedoch nicht mehr reparabel.[53]

- Am 19. Dezember 1962 stürzte eine Vickers Viscount 804 (SP-LVB) während des Anflugs auf den Warschauer Flughafen ab, alle 33 Insassen kamen ums Leben, darunter der ostdeutsche Minister Heinz Rauch (siehe auch LOT-Flug 248).

- Am 20. August 1965 geriet eine Vickers Viscount 804 der LOT (SP-LVA) während eines Überführungsfluges von Lille nach Breslau in ein Gewitter, zerbrach und stürzte zwischen Jeuk und Sint-Truiden (Belgien) ab. Die vierköpfige Besatzung kam ums Leben.[54]

- Am 24. Januar 1969 landete eine Antonow An-24 (SP-LTE) in der Nacht 2 Kilometer von der Landebahnschwelle des Flughafens Breslau auf einem Acker. Die Insassen überlebten unverletzt, die zu 80 % beschädigte Maschine wurde außer Dienst gestellt.

- Am 2. April 1969 kollidierte eine Antonow An-24 (SP-LTF) mit dem Hang des Berges Polica in der Gemarkung Zawoja in den Westkarpaten, nachdem die Crew aus ungeklärter Ursache den Flughafen Krakau verpasst hatte. Durch diesen CFIT (Controlled flight into terrain) wurden alle 53 Personen an Bord getötet (siehe auch LOT-Flug 165).

- Am 13. Mai 1977 stürzte während eines Frachtfluges aus Warna nach Beirut eine Antonow An-12 (SP-ŁZA) beim Landeanflug ab, die neunköpfige Besatzung kam dabei ums Leben.

- Am 23. Januar 1980 verunglückte auf dem Flughafen von Warschau eine Tupolew Tu-134 (SP-LGB, Eigenname Władysław Reymont) aus Brüssel via Berlin-Schönefeld kommend, indem sie bei schlechtem Wetter und nach versäumtem Auswerfen des Bremsschirms beim Ausrollen nicht rechtzeitig zum Stehen kam und gegen den Lärmschutzwall aufprallte; alle Insassen konnten die Maschine unverletzt verlassen, bevor sie ausbrannte.[55][56]

- Am 14. März 1980 stürzte auf dem Flughafen von Warschau eine Iljuschin Il-62 (SP-LAA, Eigennname Mikołaj Kopernik) aus New York kommend ab, alle 87 Passagiere an Bord kamen ums Leben; die polnische Sängerin Anna Jantar war ebenfalls unter den Opfern (siehe auch LOT-Flug LO 007).

- Am 26. März 1981 sank eine Antonow An-24 beim Endanflug auf den Flughafen Słupsk zu tief, streifte deshalb einen Baum und stürzte ab. Bei diesem CFIT (Controlled flight into terrain) wurde eine Person getötet. Grund war ein falsch eingestellter Höhenmesser.

- Am 9. Mai 1987 fielen auf einem Flug einer Iljuschin Il-62M (SP-LBG, Eigenname Tadeusz Kościuszko) von Warschau nach New York zwei Triebwerke aus. Dabei brach im Heck der Maschine ein Feuer aus, das von der Besatzung jedoch zunächst nicht erkannt wurde. Daraufhin beschlossen die Piloten, auf den Flughafen Warschau zurückzukehren. Die Maschine stürzte jedoch kurz vor der Landebahn ab. Bei dem bislang schwersten Unfall der LOT und der Il-62 kamen alle 183 Passagiere und die Besatzung ums Leben (siehe auch LOT-Flug 5055).[57]

- Am 2. November 1988 fielen während des Flugs einer Antonow An-24 beide Motoren aus. Beim Versuch einer Notlandung auf einem Feld in der Nähe von Rzeszów wurde die Maschine vollständig zerstört und eine Person getötet.

- Am 1. November 2011 musste die Boeing 767-300ER SP-LPC mit 231 Personen an Bord (220 Passagiere und 11 Besatzungsmitglieder) aus Newark kommend aufgrund eines technischen Problems ohne ausgefahrenes Fahrwerk auf dem Chopin-Flughafen Warschau notlanden. Die Maschine setzte sicher auf dem Rumpf auf, es gab keine Verletzten.[58][59][60] Nach Angaben der Fluggesellschaft gab es ein Problem mit dem Hydrauliksystem.[61] Die polnische Untersuchungsstelle für Flugunfälle stellte später fest, dass ein Hydraulikschlauch der Bremse des rechten Hauptfahrwerks gerissen war. Des Weiteren fand man eine ausgelöste Sicherung, die unter anderem für die alternativen Systeme zur Fahrwerkausfahrung zuständig ist. Da die Auslösung in keiner Systemanzeige verzeichnet wird, waren die Piloten über das Problem nicht in Kenntnis gesetzt. Die Leistung des Piloten Tadeusz Wrona wurde in den Medien allgemein sehr positiv dargestellt.[62] Die Maschine wurde später verschrottet.

### Entführungen
Da es in der Geschichte der LOT immer wieder zu Flugzeugentführungen kam, die zum Ziel hatten, in West-Berlin oder anderen Teilen der Bundesrepublik Deutschland zu landen, verstand man in Berlin unter dem Kürzel „LOT“ auch „Landet Ooch (in) Tempelhof“. In diesem Zusammenhang gelangte der Fall vom 30. August 1978 zu Berühmtheit. An diesem Tage wurde eine Tu-134 auf dem Weg von Danzig nach Ost-Berlin von einem Mann entführt, der mit einer Pistole bewaffnet war. Neben ihm selbst baten acht weitere Passagiere in West-Berlin um politisches Asyl. Wie sich hinterher herausstellte, handelte es sich bei der Waffe um eine Wasserpistole, so dass der Entführer mit einer milden Strafe von nur neun Monaten Haft davonkam.